# Dicladocerus prealatus
Dicladocerus prealatus är en stekelart som beskrevs av Yoshimoto 1976. Dicladocerus prealatus ingår i släktet Dicladocerus och familjen finglanssteklar. Inga underarter finns listade i Catalogue of Life.